# Two (groupe)
Pour les articles homonymes, voir Two.
Two est un groupe éphémère de heavy metal et metal industriel britannique.

## Biographie
Two est formé en 1997 par Rob Halford, ancien chanteur du groupe de heavy metal Judas Priest, à la suite de l'échec relatif du projet Fight et par le guitariste John Lowery, plus connu sous le pseudonyme de John 5. En 1998 sort Voyeurs, l'unique album du groupe. Cet album est produit par Trent Reznor de Nine Inch Nails et édité sous son label, Nothing Records. L'album atteint la 176e place du Billboard 200 et compte plus de 47 000 exemplaires vendus aux États-Unis.
En 2007, Halford donne son avis sur les premières démos de Voyeurs, qu'il décrit comme « plus fortes et plus claires » comparées au dernier album.

## Membres
- Rob Halford - chant
- Bob Marlette - guitare
- John Lowery - guitare
- Ray Riendeau - basse
- Sid Riggs - batterie

## Discographie
- 1998 - Voyeurs